# Klobenstein
Klobenstein (Italiaans: Collalbo) is een dorp in Zuid-Tirol (regio Trentino-Zuid-Tirol, Italië). De plaats telt ongeveer 1400 inwoners. Het dorp behoort tot de gemeente Ritten. Klobenstein ligt op 1154 meter hoogte en is voornamelijk bekend door de ijsbaan waar de Europese kampioenschappen schaatsen in 2007, 2011 en 2019 zijn gehouden.